# Зацепин, Павел Максимович
Па́вел Макси́мович Заце́пин (1933 — ?) — советский футболист, нападающий.

## Карьера
В 1951—1952 годах Павел Зацепин был в составе клубной команды ВВС, ни разу не сыграв за основу. В 1953 выступал за челябинский клуб «Авангард» в классе «Б». В следующем году Зацепин дебютировал в чемпионате СССР в составе ЦДСА. Это произошло 24 июля в матче с московским «Локомотивом». Павел вышел на замену вместо получившего травму Валентина Емышева на 75-й минуте. В 1955 году Зацепин не провёл за ЦДСА ни одного матча и в июне перешёл в львовскую команду ОДО. В 1957 году он сыграл 25 матчей за харьковский «Авангард», забив 12 голов.